# Tranquillitas
V římské mytologii byla Tranquillitas bohyní a zosobněním klidu, bezpečnosti a míru. Zdá se, že Tranquillitas souvisí s Annonou (egyptskou bohyní sklizně kukuřice) a Securitas, což naznačuje odkaz na mírovou bezpečnost římské říše. V římském kontextu odrážela charakteristika Tranquilitas hodnoty v srdci Via Romana (římská cesta) a jsou považovány za ty vlastnosti, které daly římské republice morální sílu dobýt a civilizovat svět. 
Tranquillitas je často zobrazován s atributy, které, jak se zdá, opět naznačují spojení se zásobou zrna, kormidlo, modius, příď, někdy opírající se o pilastr (dekorativní sloupec). Modius byl měřicí zařízení používané k měření zrna/kukuřice. Kormidlo i příď jsou odkazy na lodě, které přinesly sklizeň obilí přes Středozemní moře z Egypta do Říma . V této souvislosti se zdálo, že Tranquillitas byla bohyní klidného počasí (velmi důležitá pro přepravu obilí). Zdá se, že dokonce existovala bohyně „Tranquillitas Vacuna“. 
V některých reprezentacích (římské ražby) je zobrazena Tranquillitas, které drží hasta pura, slavnostní kopí (kopí), předchůdce standardního pilumu.   